# Danuta Michałowska
Danuta Michałowska (Krakkó, 1923. január 7. – Krakkó, 2015. január 11.) lengyel színésznő, forgatókönyvíró, rendező, színházpedagógus, a „lengyel színjátszás nagyasszonya.”

## Pályafutása
A Jagelló Egyetemen irodalmat is filozófiát tanult. Színészként Juliusz Osterwa tanítványa volt. A második világháború alatt, 1941-ben Mieczysław Kotlarczyk földalatti Rapszodikus Színházához csatlakozott, ahol együtt lépett fel Karol Wojtyłával. Barátságuk a későbbi lengyel pápa élete végéig tartott, és frontos hatása volt Michalowska pályafutására. Ő volt az első, aki Karol Wojtyła költészetét tolmácsolta. Amikor Kotlarczykot 1953. február 28-án politikai okokból elbocsátották a színház igazgatói tisztségéből, Michałowska volt az egyetlen, aki fellépett a döntés ellen; 1953. április 30-án őt is elbocsátották. 1954-től a krakkói Régi Színházban lépett fel. A Rapszodikus Színház 1957-es újraindítása után ismét a társulat tagja lett, de utóbb konfliktusba került Kotlarczykkal, aki kétszer is elküldte a társulattól. 
1961-től a krakkói Színházi Akadémián színpadi kiejtést, versértelmezést és klasszikus monológokat tanított. A színpadi kiejtésről szóló, Podstawy polskiej wymowy scenicznej című tankönyve 1975-ben jelent meg. Tanítványai közé tartozott Wojciech Pszoniak, Olgierd Łukaszewicz, Jan Frycz, Krzysztof Globisz, Jerzy Trela és Jan Nowicki. 1963-ban adjunktussá, 1980. júniusban pedig egyetemi tanárrá nevezték ki. 1966-1969 között, 1974/75-ben, valamint 1978-1981 között az intézmény rektorhelyettese, 1981-1984 között pedig rektora volt. 
1961-ben megalapította a Teatr Jednego Aktora [Egyszemélyes Színház] nevű színházat. 1963. május 3-án, a varsói gettófelkelés 20. évfordulója alkalmából mutatta be az Énekek éneke című előadást, amely 91 előadást ért meg, és külföldön is előadták. 1978, azaz Wojtyła pápává választása után vallásos színházzá alakított át, és nevét Teatr Jednego Słowa-ra [Egy Ige Színháza] változtatta. A Lublini Katolikus Egyetem javaslatára előadta Szent Márk evangéliumát Czesław Miłosz fordításában. Az 1970-es évektől kezdődően rendszeresen fellépett templomokban, kápolnákban és egyházi intézményekben.

## Fontosabb szerepei
- Tatjana (Puskin: Anyegin)
- Zosia (Adam Mickiewicz: Pan Tadeusz)
- Telimena (Adam Mickiewicz: Pan Tadeusz)
- Kelet múzsája (Juliusz Słowacki: Beniowski)
- Magdalena (Federico García Lorca: Bernarda Alba háza)
- Xiména (Pierre Corneille: Cid)

## Díjai és kitüntetései
- A Lengyel Népköztársaság 10. évfordulójának emlékérme (1955)[3]
- Lengyelország Újjászületése érdemrend lovagkeresztje (1977)
- Gloria Artis (2007)[4]
- Krakkó díszpolgára (2008)[5]

## Fordítás
- Ez a szócikk részben vagy egészben  a   Danuta Michałowska című lengyel Wikipédia-szócikk ezen változatának fordításán alapul.  Az eredeti cikk szerkesztőit annak laptörténete sorolja fel. Ez a jelzés csupán a megfogalmazás eredetét és a szerzői jogokat jelzi, nem szolgál a cikkben szereplő információk forrásmegjelöléseként.